# تحليل القاعدة الاقتصادية
تحليل القاعدة الاقتصادية هي نظرية تفترض أن الأنشطة في منطقة ما تنقسم إلى فئتين: الأساسية وغير الأساسية. الصناعات الأساسية هي تلك التي تصدّر من المنطقة وتجلب الثروة من الخارج، في حين أن الصناعات غير الأساسية (أو الخدمات) تدعم الصناعات الأساسية. ولأن الاقتصاديين لا يتتبعون عادة تدفقات الصادرات والواردات على المستويات دون الوطنية (الإقليمية)، فليس عمليًا دراسة إنتاج الصناعة وتدفقات التجارة من منطقة ما وإليها. كبديل، تفعل المفاهيم الأساسية وغير الأساسية باستخدام بيانات التوظيف. طور روبرت موراي هيغ النظرية في عمله على الخطة الإقليمية لنيويورك في عام 1928.

## تطبيق التحليل
تُحدد الصناعات الأساسية للمنطقة من خلال مقارنة التوظيف فيها بالمعايير الوطنية. إذا كان المعيار الوطني للتوظيف في صناعة الآلات الموسيقية النفخية المصرية، على سبيل المثال، يبلغ 5%، بينما يبلغ معدل التوظيف في المنطقة 8%، فإن 3% من التوظيف في مجال الآلات النفخية الخشبية تُعتبر أساسية. بمجرد تحديد التوظيف الأساسية، يُحقَق في مستقبل التوظيف الأساسية لكل قطاع على حدة، وتوضع التوقعات لكل قطاع على حدة، وهو ما يسمح بدوره بتقدير إجمالي التوظيف في المنطقة. عادة ما تكون نسبة التوظيف الأساسية / غير الأساسية حوالي 1: 1. من خلال التلاعب في البيانات والمقارنات، يمكن إجراء التخمينات حول السكان والدخل في الإقليم أو المنطقة. يعتبر ذلك إجراءً صعبًا، لكنه ما يزال يُستخدم حتى يومنا هذا، لأنه يتميز بكونه مفهومًا وجاهزًا للتشغيل.

## المعادلة
يمكن احتساب المعادلة التي تعطينا حاصل المنطقة على الشكل التالي:
{\displaystyle LQ={\frac {e_{i}/e}{E_{i}/E}}}
حيث:
{\displaystyle e_{i}=} هي التوظيف المحلي في الصناعة i
{\displaystyle e=} هي التوظيف الكامل
{\displaystyle E_{i}=} هي التوظيف المرجعي لمنطقة ما في الصناعة i{\displaystyle E=}
{\displaystyle E=} هي التوظيف المرجعي الكامل
يُفترض أن السنة القاعدية تكون نفسها في كل المتغيرات المذكورة أعلاه.
يستخدم الشكل الذي يوضح حواصل المنطقة بيانات من مقارنة مينيسوتا: لمحات عن الاقتصاد والسكان في مينيسوتا، 2002-2003. ويستخدم مصطلح حاصل الموقع، وهو رقم مشتق من مقارنة النسبة المئوية للتوظيف في منطقة ما (مينيسوتا) مع النسبة المئوية للتوظيف على الصعيد الوطني. لدى ولاية مينيسوتا نفس النسبة الوطنية المئوية من التوظيف في التكنولوجيا المتقدمة، بينما تعمل في صناعة الأجهزة الطبية نسبة أكبر من المتوسط الوطني (بسبب شركات مثل شركة مدترونيك).

## مثال ومنهجية
يمكن أن تكون أفكار القاعدة الاقتصادية سهلة الفهم، كذلك الأمر بالنسبة للتدابير التي تُتخذ من التوظيف. على سبيل المثال، من المعروف جيدًا أن اقتصاد مدينة سياتل في ولاية واشنطن مرتبط بتصنيع الطائرات، واقتصاد ديترويت بولاية ميشيغان مرتبط بتصنيع السيارات، بينما يرتبط اقتصاد وادي السيليكون بتصنيع التكنولوجيا الفائقة. عندما تناقش الصحف إغلاق القواعد العسكرية، قد تقول شيئًا مثل: «سنفقد 5000 وظيفة في القاعدة. ما سيضر بالاقتصاد بشدة لأنه يعني خسارة 10000 وظيفة في المجتمع».
للتنبؤ، تجب مقارنة المنطقة مع الوطن ككل ومع الاتجاهات الوطنية. إذا كانت القاعدة الاقتصادية للمنطقة في الصناعات التي تتدهور على الصعيد الوطني، فإن المنطقة تواجه مشكلة. إذا كانت قاعدتها الاقتصادية تتركز في القطاعات التي تنمو، فالمنطقة في حالة جيدة.
من الناحية المنهجية، ينظر تحليل القاعدة الاقتصادية إلى المنطقة كما لو أنها دولة صغيرة وتستخدم مفاهيم الأفضلية المقارنة من نظرية التجارة الدولية، أي أن هذا النشاط هو الاقتصاد الكلي مطبّق على نطاق صغير ضيق، وهو لم يكن محل اهتمام كبير للاقتصاديين الحضريين في السنوات الأخيرة لأنه لا يدخل في العلاقات داخل المدينة. يأخذ التحليل عادة أنماط النمو الأمريكية على أنها أمر محدد. تحدد اتجاهات الاقتصاد الوطني مصائر المناطق.